# رمضان ديب
الشيخ رمضان بن صبحي بن علي ديب أو رمضان صبحي ديب الدمشقي هو المدرس الديني الأول في مجمع الشيخ أحمد كفتارو بدمشق في سوريا. يُعد من تلامذة الشيخ أحمد كفتارو والشيخ محمد سعيد الهرباوي العربيلي. وُلد رمضان في حي العمارة بدمشق عام 1339 هجريًا الموافق 1920 ميلاديًا.[بحاجة لمصدر] حصل على إجازةٍ في الدراسات الإسلامية واللغة العربية من كلية الدعوة الإسلامية فرع دمشق عام 1986، وحصل بعدها على شهادة الدكتوراة في الدراسات الإسلامية.[بحاجة لمصدر]
له عددٌ من المؤلفات منها:
- «رسالة العرفان في تجويد القرآن»، صدر عام 1995.[4][5]
- «الرسالة الواضحة في أحكام الاضحية»[6][7]
- «الصحة الإنسانية في ظل الطبيعة الربانية»[8]
- «ألف حديث من كلام خير البريَّة»

كما تشارك مع زوجته في تأليف عدة كتب منها:[بحاجة لمصدر]
- «الفقه الشيق بأجزائه الأربعة (الطهارة والصلاة، الصيام، الزكاة، والحج والعمرة)»[9]
- «تفكرك فيك يكفيك»
- «الحياة النورانية في العشرة الزوجية»
- «الدرر البهية في أفعال خير البريّة»
- «محاضرات في الطلاق»